# Kanal Tvid
Kanal Tvid je rok grupa iz Zrenjanina.

## Istorijat
Kanal Tvid postoji od 1991. godine i stvara autorsku muziku od svog nastanka.
Grupa je novembra i decembra 1995. snimala svoj prvi album, Kamene lutke. Album je izdat na CD-u i kaseti izdat 1996. godine za izdavačku kuću Tarcus.
U narednih godinu dana, sastav je nastupao širom Jugoslavije, a snimili su i "Unplugged" koncert za potrebe televizije NS Plus, kao i koncert na Petrovaradinskoj tvrđavi.
U periodu između prva dva albuma, Kanal Tvid se pojavio na CD kompilaciji Ovo je zemlja za nas, sa pesmom Neobična reč.
Za vreme studentskog protesta 1996. u Beogradu grupa je, zajedno sa pojedinim zrenjaninskim muzičarima, snimila pesmu Korak, čiji autor je Mileta Grujić. Pod aliasom izvođača "Zrenjaninski Rockeri", pesma je objavljena na kompilaciji Nas slušaju svi, mi ne slušamo nikoga.
Godine 1998. grupa dobija svoje prvo međunarodno priznanje. Na koncertu Radio France International-a, "Le decouverte du east", debitantski album sastava je ušao među šest najboljih albuma, od preko sto albuma koji su učestvovali na konkursu.
U proleće 1998. grupa snima drugi studijski album, pod nazivom Spiralno nasleđe. Producent na ovom albumu je bio Vojislav Aralica. Album je 2001. godine izdala izdavačka kuća "ITMM produkcija" iz Beograda.
Treći album sastava, pod nazivom Propeleri tame, izdat je 2008. godine.
Izlazak četvrtog albuma, pod nazivom Tajna Plankove bašte, bio je najavljen za jesen 2016. godine.

## Diskografija

### Studijski albumi
- Kamene lutke (1996)
- Spiralno nasleđe (2000)
- Propeleri tame (2008)

## Spoljašnje veze
- Sajt benda
- Prezentacija na sajtu
- Prezentacija na sajtu